# 17076 Betti
17076 Betti este un asteroid din centura principală de asteroizi.

## Descriere
17076 Betti este un asteroid din centura principală de asteroizi. A fost descoperit pe 18 aprilie 1999 la Prescott (Arizona) de Paul G. Comba. Asteroidul prezintă o orbită caracterizată de o semiaxă mare de 2,43 ua, o excentricitate de 0,08 și o înclinație de 7,0° în raport cu ecliptica.